# 衛生福利部苗栗醫院
衛生福利部苗栗醫院，簡稱苗栗醫院，為一間直屬衛生福利部的醫院，位於苗栗縣苗栗市。

## 歷史
- 1974年8月28日，「臺灣省立苗栗醫院」正式成立，並於隔年5月20日應診。
- 1998年新建醫療大樓啟用。
- 1999年7月1日配合精省作業，改隸中央政府，全銜變更為「行政院衛生署苗栗醫院」。
- 2013年7月23日，隨衛生署改制升格而更名為「衛生福利部苗栗醫院」。

## 外部連結
- 衛生福利部苗栗醫院 （页面存档备份，存于）

24°34′32″N 120°50′29″E / 24.575492°N 120.841369°E